# Millettia lane-poolei
Millettia lane-poolei är en ärtväxtart som beskrevs av Stephen Troyte Dunn. Millettia lane-poolei ingår i släktet Millettia och familjen ärtväxter. Inga underarter finns listade i Catalogue of Life.